# Blue and John Crow Mountains nationalpark
Blue and John Crow Mountains nationalpark är en av Jamaicas nationalparker. Parken täcker en areal om 495,2 km² vilket motsvarar hela 4,5% av örikets totala landareal.
Nationalparken är globalt känd för sin biologiska mångfald och är de sista av de två kända habitaten för arten Papilio homerus, den största fjärilen i västra hemisfären och även habitat för den utrotningshotade svarttrupialen (Neospar nigerrimus), en tillflyktsort för den Jamaicanska boan (Epicrates subflavus) samt den Jamaicanska coneyn (Geocapromys brownii). Den sistnämnda gnagaren är det enda marklevande däggdjuret som levde på Jamaica före människans ankomst. Dessutom är några fladdermusarter ursprungliga för ön. I skyddsområdet registrerades 101 olika fågelarter (varav 32 är endemiska), 20 olika kräldjursarter (varav 18 är endemiska), 13 olika groddjursarter (varav 12 är endemiska) och 8 olika fiskarter.
När européerna koloniserade Västindien flydde folkgruppen Taíno och senare även förrymda svarta slaver (marooner) till bergstrakterna för att leva ett självständigt liv. I den avlägsna regionen skapades ett system av stigar, bosättningar och gömställen. Maroonerna fick en stark religiös bindning till bergskedjorna.
I bergstrakternas låga delar förekommer främst regnskog. Ovanför 1800 meter över havet är träden mindre och området ovanför 2000 meter är täckt av dvärgskog som kännetecknas av många epifyter, till exempel mossor, ormbunkar och orkidéer. Typiska före regionen mellan 1800 och 2000 meter över havet är myrtenväxten Eugenia alpina och växten Clethra alexandri. I andra delar av nationalparken hittas endemiska växter som Blechum killipii, Calyptronoma occidentalis, Cinnamodendron corticosum och Wercklea flavovirens. För den sistnämnda arten antogs att den var utdöd i naturen men året 1992 återupptäcktes vilda exemplar. I skyddszonen växer 106 olika trädarter.

## Ett världsarv
Nationalparken sattes 2011 upp på Jamaicas förhandslista (tentativa lista) över planerade världsarvsnomineringar och den blev året 2015 ett världsarv.